# Stein (gemeente)

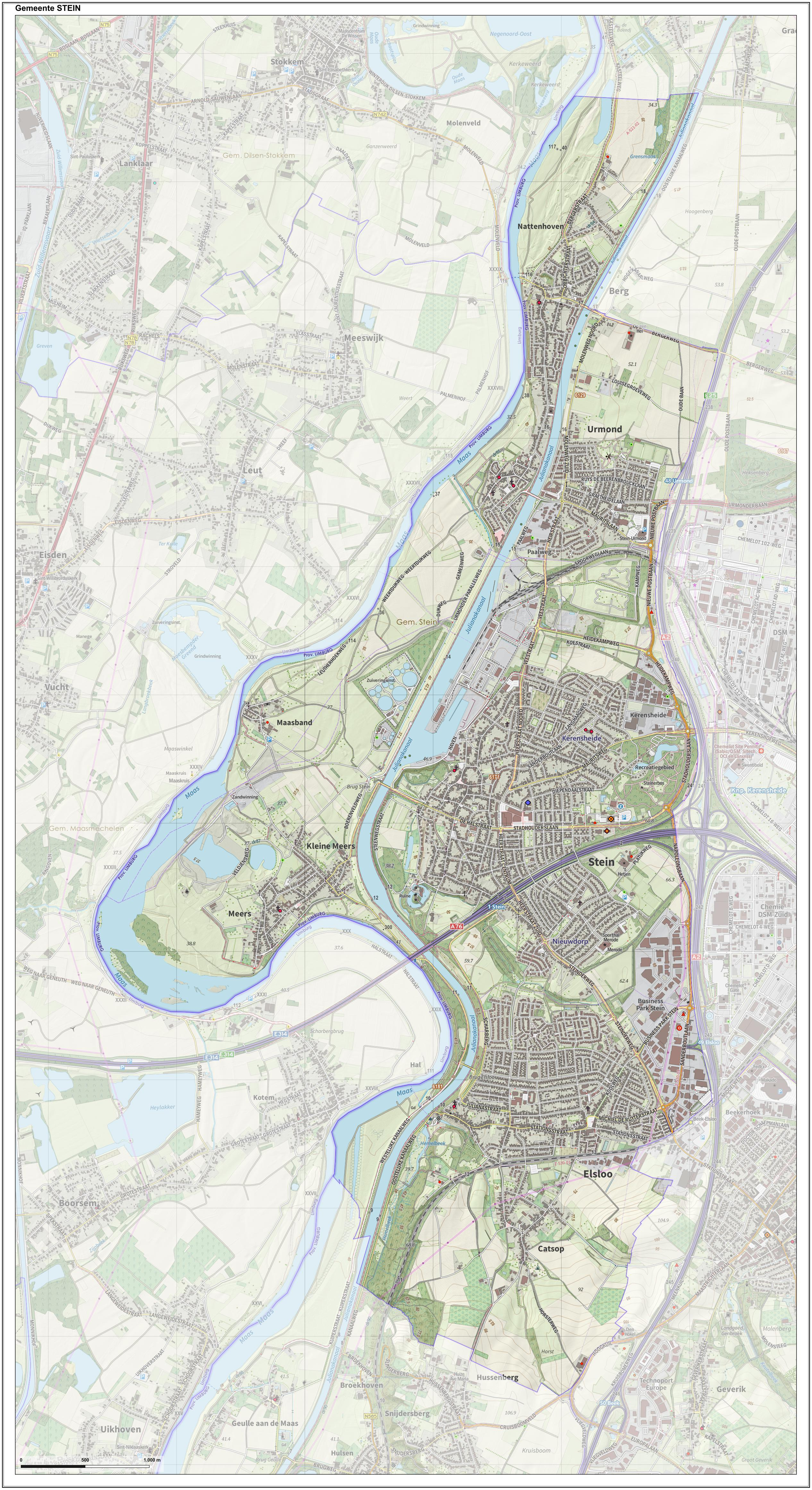
Topografische kaart van Stein, juni 2015

Stein (uitspraakⓘ) is een gemeente in Nederlands-Limburg. De hoofdplaats is de gelijknamige plaats Stein, waar ook het gemeentehuis staat. De gemeente telt 24.744  inwoners (22 november 2024, bron: CBS) en heeft een oppervlakte van 22,77 km² (waarvan 1,42 km² water). De gemeente Stein maakt samen met de gemeente Beek en de gemeente Sittard-Geleen deel uit van de stedelijke agglomeratie van de Westelijke Mijnstreek.

## Kernen
De gemeente Stein telt één hoofdkern (Stein), vier dorpen en vier met plaatsnaamborden aangeduide gehuchten. Op deze borden staan bij de hoofdingangen van alle plaatsen tevens de Limburgse benamingen, die zijn door de lokale bevolking gekozen en kunnen afwijken van de Veldeke-spelling.

### Dorpen en gehuchten
Aantal inwoners per woonkern op 1 januari 2005 (voor de plaatsen Stein, Elsloo en Urmond wordt 1 januari 2023 aangehouden):
Per 2012 is de verdeling over de wijken als volgt:
Stein (totaal 11075)
- Oud-Stein: 3131
- Kerensheide: 2821
- Nieuwdorp: 2440
- Kleine Meers: 264
- Maasband: 129
- Stein-Centrum: 2290

Elsloo (totaal 8851)
- Elsloo 7375
- Meers 925
- Catsop 573

Urmond (totaal 5703)
- Berg 1907
- Oud-Urmond 1030
- Urmond-Oost 2579
- Nattenhoven 188

### Buurtschappen
Naast deze officiële kernen bevinden zich in de gemeente de volgende buurtschappen (geen wijken):
- Terhagen
- Veldschuur
- De Weert (Limburgs: de Waert)

## Geografie
De gemeente ligt aan de Maas, die hier de grens met België vormt. Ter plaatse is de rivier geen doorgaande vaarweg; die functie vervult het Julianakanaal, die de gemeente van noord naar zuid opsplitst in twee verschillende gebieden: het landelijke gebied in het westen en het dichtbebouwde en industriële gebied in het oosten. Naast de aan elkaar gegroeide woonkernen vindt men op de oostoever het havengebied van Stein en het industriegebied Chemelot, waarvan de chemiebedrijven DSM en SABIC de voornaamste gebruikers zijn. Dit terrein ligt officieel op het grondgebied van de buurgemeente Sittard-Geleen, maar speelt ook een belangrijke rol voor Stein.
De huidige gemeente is in 1982 ontstaan door een gemeentelijk herindeling. Hierbij werden de vroegere kleinere gemeenten Stein, Elsloo en Urmond opgeheven en werd er een nieuwe grotere gemeente Stein opgericht. Ook delen van Obbicht-Papenhoven werden Steins grondgebied.
| Aangrenzende gemeenten | Aangrenzende gemeenten | Aangrenzende gemeenten | Aangrenzende gemeenten | Aangrenzende gemeenten |
| ---------------------- | ---------------------- | ---------------------- | ---------------------- | ---------------------- |
| Dilsen-Stokkem (B)     |                        |                        |                        | Sittard-Geleen         |
|                        |                        |                        |                        |                        |
| Maasmechelen (B)       |                        |                        |                        |                        |
|                        |                        |                        |                        |                        |
|                        |                        | Meerssen               |                        | Beek                   |

## Zetelverdeling gemeenteraad

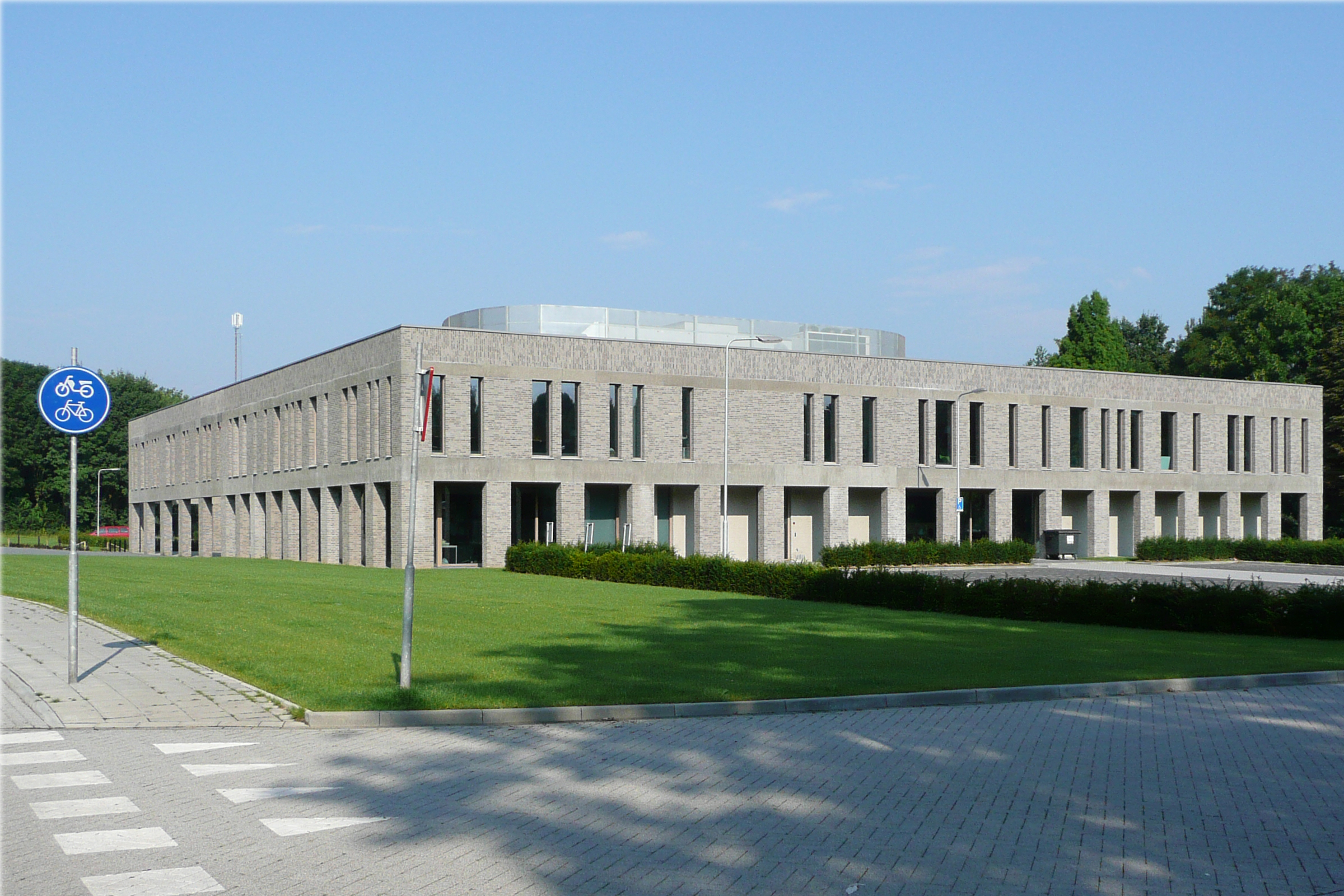
Het gemeentehuis van Stein

De gemeenteraad van Stein bestaat uit 19 zetels. Hieronder staat de samenstelling van de gemeenteraad sinds 1998:
| Gemeenteraadszetels                    | Gemeenteraadszetels | Gemeenteraadszetels | Gemeenteraadszetels | Gemeenteraadszetels | Gemeenteraadszetels | Gemeenteraadszetels | Gemeenteraadszetels |
| Partij                                 | 1998                | 2002                | 2006                | 2010                | 2014                | 2018                | 2022                |
| -------------------------------------- | ------------------- | ------------------- | ------------------- | ------------------- | ------------------- | ------------------- | ------------------- |
| Democratisch Onafhankelijk Stein (DOS) | 8                   | 6                   | 5                   | 6                   | 7                   | 8                   | 8                   |
| Communiceren Met Burgers               | -                   | -                   | 4                   | 5                   | 5                   | 6                   | 6                   |
| Steins Belang                          | -                   | -                   | -                   | -                   | 3                   | 2                   | 2                   |
| CDA                                    | 4                   | 5                   | 5                   | 5                   | 3                   | 2                   | 1                   |
| VVD                                    | 1                   | 1                   | 1                   | 2                   | 1                   | 1                   | 1                   |
| PvdA                                   | 2                   | 3                   | 3                   | 2                   | 1                   | 1                   | 1                   |
| Progressief Stein                      | -                   | -                   | -                   | -                   | -                   | 1                   | -                   |
| D66                                    | 1                   | 1                   | -                   | 1                   | 1                   | -                   | -                   |
| Steins Politiek Verbond                | 5                   | 5                   | 3                   | -                   | -                   | -                   | -                   |
| Totaal                                 | 21                  | 21                  | 21                  | 21                  | 21                  | 21                  | 19                  |

## Religie

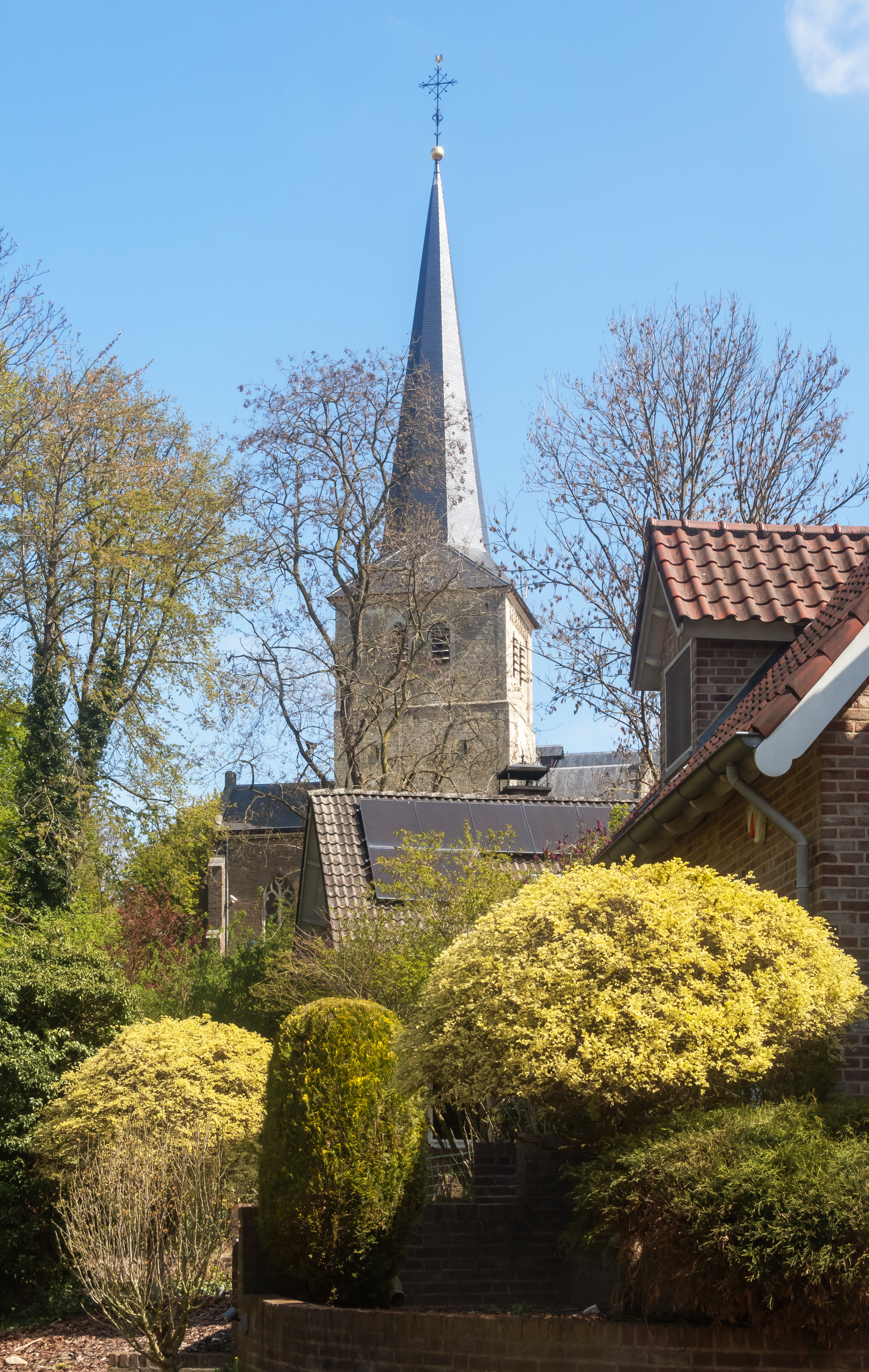
Toren van de Sint-Martinuskerk

De gemeente Stein wordt gekenmerkt door de aanwezigheid van een aantal kerkdorpen, die allemaal één of meerdere rooms-katholieke parochiekerken hebben. Ook is er één protestantse kerk.
- Sint-Michaëlkerk te Berg aan de Maas
- Sint-Augustinuskerk te Elsloo
- Mariakerk (Onze-Lieve-Vrouw Vrede des Harten) te Elsloo
- Sint-Jozefkerk te Meers
- Sint-Martinuskerk te Stein
- Onze-Lieve-Vrouw Hulp der Christenenkerk te Stein (Nieuwdorp)
- Sint-Jozefkerk te Stein (Kerensheide)
- Sint-Martinuskerk te Urmond
- Protestantse kerk te Urmond
- Terpkerk (oude Martinuskerk) te Urmond

Verder zijn er verspreid over de gemeente enkele kapelletjes te vinden, waaronder:
- Bokkenrijderskapel te Urmond
- Onze-Lieve-Vrouwe-ter-Noodkapel te Stein
- Mariakapel te Catsop
- Moordkruiskapel te Maasband

## Erfgoed, monumenten
In de gemeente Stein bevindt zich een tweetal beschermde dorpsgezichten. Verder telt de gemeente 64 rijksmonumenten en zijn er diverse oorlogsmonumenten.
- Rijksbeschermd gezicht Urmond
- Rijksbeschermd gezicht Elsloo
- Lijst van rijksmonumenten in Stein (gemeente)
- Lijst van oorlogsmonumenten in Stein
- Lijst van Stolpersteine in Stein

Verder bevindt zich bij Meers een landschapsmonument: de Bomencirkel van Meers.

## Partnersteden
- Maasmechelen (België) - aan de overzijde van de Maas gelegen
- Sainte-Marie-du-Mont (Frankrijk) (onofficieel)